# Дурис
Дурис (на гръцки: Δούρις; роден през ок. 352 пр.н.е., починал през ок. 260 пр.н.е.) е тиран на остров Самос и потомък на Алкивиад от Атина. В напреднала възраст пише няколко философски и исторически труда, вкл. 4-томна биография на Агатоклес, история на Самос, история на Древна Македония, и 23-томна история на Гръция.